# Mestommatina
Infra-ordre
Les Mestommatina sont un infra-ordre de pseudoscorpions.

## Classification
- Garypoidea
  - Garypidae
  - Garypinidae
  - Geogarypidae
  - Larcidae
- Cheiridioidea
  - Cheiridiidae
  - Pseudochiridiidae
- Olpioidea
  - Menthidae
  - Olpiidae

## Publication originale
- Harvey, 1992 : The phylogeny and classification of the Pseudoscorpionida (Chelicerata: Arachnida). Invertebrate Taxonomy, vol. 6, p. 1373-1435.